# Roberto Bocchino
Roberto Bocchino (Canelli, 8 aprile 1961) è un allenatore di calcio ed ex calciatore italiano, di ruolo portiere.

## Carriera

### Giocatore
Cresciuto nel Torino, Bocchino ha collezionato 4 stagioni in Serie C2 con l'Asti prima di approdare in Serie A nella Sampdoria, in qualità di riserva di Ivano Bordon prima e di Guido Bistazzoni poi.
A seguire, dopo quattro anni in blucerchiato con 2 presenze all'attivo, colleziona una breve parentesi di una stagione nel Casale, una militanza quadriennale nell'Ascoli, come vice di Andrea Pazzagli nel campionato 1988-1989 e di Fabrizio Lorieri dal 1989 al 1992.
Ha complessivamente totalizzato 4 presenze in Serie A.

### Allenatore
Dopo aver allenato per molti anni i portieri dell'Ascoli, nel giugno 2010 diventa allenatore dei portieri del Livorno, seguendo Bepi Pillon. Nel 2011 diventa preparatore dei portieri del Cesena. Nel 2014 passa al Bologna.

## Palmarès

### Giocatore

#### Competizioni nazionali
- Coppa Italia: 1

Sampdoria: 1984-1985
- Serie D: 1

Asti TSC: 1979-1980
- Campionato Interregionale: 1

Asti TSC: 1981-1982